# Many Glacier
Many Glacier est une localité située dans le parc national de Glacier dans le Montana aux États-Unis. Elle est située au nord de la Going-to-the-Sun Road à l'est du parc. On y trouve le Many Glacier Hotel qui est le plus grand hôtel situé dans le parc. Les alentours abritent le lac Sherburne et le lac Swiftcurrent.
La zone est située près des hauts pics du chaînon Lewis et de nombreux sentiers de randonnée jalonnent la région. Cette dernière est reconnue pour ses nombreux lacs, ses cascades, ses forêts de conifères et ses praires alpines. Les sites d'intérêt accessibles par randonnées sont le lac Josephine, le lac Grinnell, le glacier Grinnell, le lac Cracker, le Granite Park Chalet ou encore l'Iceberg Cirque. Par ailleurs, des excursions en bateau sont possibles sur le lac Swiftcurrent. Il est également possible de pratiquer à Many Glacier de l'escalade, de la pêche, du camping et des balades à cheval.